# Trent Williams
Trent Williams (nacido el 19 de julio de 1988), apodado Silverback, es un jugador profesional de fútbol americano estadounidense que juega en la posición de offensive tackle y actualmente milita en los San Francisco 49ers de la National Football League (NFL).

## Biografía
Williams asistió a la preparatoria Longview High School, donde practicó fútbol americano y atletismo. Al finalizar la preparatoria, fue considerado como el 28vo mejor offensive guard de la nación por Rivals.com.
Posteriormente, asistió a la Universidad de Oklahoma donde jugó con los Oklahoma Sooners del entrenador Bob Stoops desde 2006 a 2009. En su primer año, formó parte del equipo titular durante los últimos seis juegos, y en su segundo año jugó en 14 juegos, seis de ellos como el tackle derecho titular. En 2008, formó parte del equipo que registró la mayor cantidad de puntos en la era moderna con 702, liderada por el mariscal de campo Sam Bradford y el running back DeMarco Murray. En su último año, fue nombrado al equipo All-America de manera unánime.

## Carrera

### Washington Redskins
Williams fue seleccionado por los Washington Redskins en la primera ronda (puesto 4) del draft de 2010. EL 30 de julio de 2010, acordó un contrato de seis años y $60 millones con el equipo, y fue titular como novato desde la Semana 1 ante los Dallas Cowboys.
En 2011, fue nombrado cocapitán del equipo ofensivo junto a Santana Moss. En la Semana 14, fue suspendido por cuatro juegos luego de fallar repetidamente la prueba antidrogas.
En 2012, a pesar de jugar con una lesión en el pie izquierdo y luego en la rodilla derecha, tuvo el mejor desempeño de su carrera y fue invitado a su primer Pro Bowl. En 2013 y 2014, nuevamente fue invitado al Pro Bowl como único representante de los Redskins, y fue considerado como el jugador n° 99 y n° 60 entre los mejores de la liga, respectivamente.
El 29 de agosto de 2015, acordó una extensión de contrato por cinco años y $66 millones, con $43.25 millones garantizados. En la temporada 2015, fue invitado a su cuarto Pro Bowl y fue seleccionado al segundo equipo All-Pro por Associated Press.
El 1 de noviembre de 2016, Williams fue suspendido cuatro juegos por violar la política de abuso de sustancias. Sin embargo, fue invitado a su quinto Pro Bowl consecutivo y fue seleccionado al primer equipo All-Pro por Pro Football Focus y Sporting News.
Williams inició 10 juegos en 2017 mientras lidiaba con una lesión en la rodilla durante la mayor parte de la temporada. Eventualmente fue colocado en la reserva de lesionados el 22 de diciembre de 2017. A pesar de la lesión, fue nombrado en su sexto Pro Bowl consecutivo.
En 2018, Williams se perdió tres juegos debido a una lesión en el pulgar y cometió siete faltas, su mayor cantidad desde que tuvo 10 en 2014. Sin embargo, fue invitado a su séptimo Pro Bowl consecutivo, uniéndose a su compañero Ryan Kerrigan como los representantes de los Redskins en el encuentro.
En abril de 2019, se informó que Williams se sometió a un procedimiento quirúrgico para eliminar un crecimiento de su cabeza que se diagnosticó como dermatofibrosarcoma protuberans (DFSP), un tipo de cáncer. El crecimiento se notó por primera vez en 2013, a lo que él afirmó que el personal médico de los Redskins le dijeron que no era grave en ese momento. No se reportó al campamento obligatorio del equipo y, según los informes, exigió que lo liberaran o lo intercambiaran por cómo el personal médico del equipo manejó la situación en ese momento. El 27 de julio de 2019, los Redskins colocaron a Williams en la lista de reservas del equipo. Después de que los Redskins no lo cambiaron antes de la fecha límite para traspasos, fue activado el 30 de octubre de 2019. Sin embargo, Williams no aprobó un examen físico, ya que experimentó molestias con su casco debido a que su cuero cabelludo tenía dolor posquirúrgico, lo que provocó que el equipo lo colocara en la lista de lesionados. En marzo de 2020, él y su agente obtuvieron permiso para buscar un intercambio con otro equipo.

### San Francisco 49ers
El 25 de abril de 2020, Williams fue transferido a los San Francisco 49ers a cambio de dos selecciones del draft. Gracias a sus buenas actuaciones con su nuevo equipo, fue seleccionado al Pro Bowl por octava vez en su carrera, junto con sus compañeros Kyle Juszczyk y Fred Warner.
El 23 de marzo de 2021, Williams firmó una extensión de contrato por seis años y $138,06 millones con los 49ers, lo que lo convirtió en el liniero ofensivo mejor pagado de la NFL. Su contrato incluye $55,10 millones garantizados y un bono por firmar de $30,10 millones. En la temporada 2021, Williams fue titular en 15 juegos y fue elegido al primer equipo All-Pro por primera vez en su carrera. También fue nombrado a su noveno Pro Bowl y terminó con la mejor calificación general por parte de Pro Football Focus con 98.3, la más alta entre todos los jugadores de la liga.